# Warkworth Castle
Warkworth Castle is een middeleeuwse kasteelruïne in de gelijknamige marktplaats Warkworth in het Engelse graafschap Northumberland. Stad en kasteel liggen aan de noordoostkust van Engeland in een lus aan het riviertje de Coquet, op ongeveer anderhalve kilometer afstand van de Noordzee. Wanneer het kasteel werd gesticht is onzeker: traditioneel wordt de bouw toegeschreven aan prins Hendrik van Schotland in het midden van de 12e eeuw, maar het kasteel kan ook al eerder gebouwd zijn, in de periode dat koning Hendrik II van Engeland zich de controle verwierf over de noordelijke graafschappen van Engeland. Het kasteel van Warkworth werd voor eerst gedocumenteerd in een oorkonde uit de periode 1157-1164, toen Hendrik II het toewees aan Roger fitz Richard. Het toen nog houten kasteel werd als "zwak" beschouwd en werd niet verdedigd toen de Schotten in 1173 het noordoosten van Engeland binnenvielen.